# Murray Arnold
Murray Arnold (* 4. März 1938 in University Park (Maryland); † 13. November 2012 in DeLand (Florida)) war ein US-amerikanischer Basketballtrainer.

## Leben
Arnold studierte an der American University in Washington, D.C.
Er begann seine Trainerlaufbahn 1960 an der DeLand High School, ab 1966 war er Trainer der Longwood Lyman High School und wechselte 1968 dann in den Universitätsbasketball. Nach einem Jahr als Mitglied des Trainerstabes der Florida State University trat er 1970 eine Cheftrainerstelle am Birmingham–Southern College an und übte dieses Amt bis 1978 aus. Birmingham-Southerns Basketballmannschaft holte während seiner Amtszeit 159 Siege und erlitt 74 Niederlagen. 1987 wurde er in die Birmingham-Southern Sports Hall of Fame aufgenommen.
In der Saison 1978/79 arbeitete Arnold als Co-Trainer an der Mississippi State University und übernahm zum Spieljahr 1979/80 die Aufgabe als Cheftrainer der University of Tennessee at Chattanooga an. Er führte die Mannschaft zu insgesamt 135 Siegen (bei 46 Niederlagen) und vier Meisterschaftstiteln in der Southern Conference. 1985 verließ er die Hochschule und wechselte ins Profigeschäft, in der Saison 1985/86 war er Co-Trainer der Chicago Bulls in der NBA. Danach war Arnold von 1986 bis 1990 Cheftrainer der Basketballmannschaft an der Western Kentucky University, mit der er einmal den Titel in der Sun-Belt-Conference errang.
Zur Saison 1990/91 wurde Arnold Cheftrainer des deutschen Bundesligisten Steiner Bayreuth, wurde aber bereits nach drei Ligaspielen, in denen es jeweils Niederlagen gab, entlassen. Ihm sei es nicht gelungen, aus den übriggebliebenen Spielern der Bayreuther Meistermannschaft von 1989 und Neuverpflichtungen, eine Einheit zu bilden, hieß es in der Rückschau. 1991 führte er die Perth Wildcats zum Gewinn der australischen Meisterschaft und wurde Trainer des Jahres. Arnold ging die Vereinigten Staaten zurück, trainierte im Spieljahr 1994/95 die Basketballer des Okaloosa-Walton Community College und gewann mit ihnen die Junior-College-Meisterschaft. Die letzte Station seiner Trainerlaufbahn war die Stetson University (1997 bis 2000). Somit arbeitete er zum Abschluss seiner Karriere wieder in DeLand, dem Ort, in dem er seine Laufbahn begonnen hatte.
Arnold erlag einem Krebsleiden.